# 入船加澄実
入船 加澄実（いりふね かすみ、1988年3月18日 - ）は、日本の元グラビアアイドル、元タレントである。
愛媛県今治市出身。ミスマガジン2006メンバーの1人。

## 人物
- 趣味：服を買うこと、人間観察。
- 特技：跳び箱。
- 特徴：ほっそりした体つきと笑顔がポイント。
- 身長・157cm

## 来歴
- 2004年、ホリプロタレントスカウトキャラバンに出場しファイナリストとなるが、落選。しかし翌年、あるオーディションを受けた帰りに寄った渋谷109でスカウトされ、プラチナムプロダクションの所属となる。
- 2006年6月下旬、『ミスマガジン2006』で「審査員特別賞」に選出。同時に「高校ラグビー賞」も受賞し、第86回全国高校ラグビー大会のイメージキャラクターを務める。
- 2006年7月9日、東京都池袋サンシャインシティ噴水広場にて、ミスマガジン2006のお披露目イベントが行われた。同イベント内では先輩ミスマガジンから、ミスマガジンのユニフォームが渡され、正式にミスマガジンフットサルチームに加入したが、すぐに退団。2007年2月に再入団するも、現在は退団している。
- 2008年10月、プラチナムプロダクションを退所。

## エピソード
- ミスマガジン2006の最終選考の沖縄撮影会で、初めてグラビア撮影をした。
- 初の出演ドラマ、『しにがみのバラッド。』撮影時に上京し、一人暮らしを始める[1]。
- 青山玲子と特に仲が良く、お互いを相方と呼び合うほどである。

## 出演

### テレビ番組
- E娘! ミスマガジン2006スペシャル（2006年3月30日、TBS / 2006年4月2日、BS-i）
- E娘! ミスマガジン2006バトル（2006年6月8日・15日、TBS / 2006年6月11日・18日、BS-i）
- 天使らんまん 夏休みSP（2006年8月、毎日放送）
- ミスマガ!　#03（2006年7月、USEN提供のパソコンテレビGyaO）
- しにがみのバラッド。（2007年1月8日、テレビ東京） - 樹里 役（第1話ゲスト）
- 山田太郎ものがたり　（2007年7月6日、TBS) - 藤田沙織　役
- 開運音楽堂　（2008年1月、TBS） - 成人の日スペシャルのゲスト

### 映画
- 隣之怪 弐談（2006年、監督：林田賢太、ワーナーホームビデオ、DVD作品）
- DEATH FILE（2006年、監督：福田陽平、フォーサイドドットコム、DVD作品）
- ヤッターマン（2009年）

### 舞台
- 「東京俳優市場〜2007冬の陣」（2007年11月29日〜12月1日・南青山MANDARA）

## リリース作品

### DVD
- ミスマガジン2006 入船加澄実（2006年10月25日、バップ）
- Flesh（2007年4月27日、マーレ）
- JUMP!!（2008年1月25日、エイベックス）
- かすみin 19 - 20（2008年6月25日、マジカル）